# Bukowa Wielka (gromada)
Bukowa Wielka – dawna gromada, czyli najmniejsza jednostka podziału terytorialnego Polskiej Rzeczypospolitej Ludowej w latach 1954–1972.
Gromady, z gromadzkimi radami narodowymi (GRN) jako organami władzy najniższego stopnia na wsi, funkcjonowały od reformy reorganizującej administrację wiejską przeprowadzonej jesienią 1954 do momentu ich zniesienia z dniem 1 stycznia 1973, tym samym wypierając organizację gminną w latach 1954–1972.
Gromadę Bukowa Wielka z siedzibą GRN w Bukowej Wielkiej utworzono – jako jedną z 8759 gromad na obszarze Polski – w powiecie chełmskim w woj. lubelskim na mocy uchwały nr 7 WRN w Lublinie z dnia 5 października 1954. W skład jednostki weszły obszary dotychczasowych gromad Bukowa Wielka I, Bukowa Wielka II, Mszanna wieś, Radzanów i Średni Łan ze zniesionej gminy Bukowa w tymże powiecie. Dla gromady ustalono 14 członków gromadzkiej rady narodowej.
1 stycznia 1960 do gromady Bukowa Wielka włączono Bukowa Mała wieś, Bukowa Mała kol., Łukówek Piękny wieś i kol., Holendernia kol., Siedliska kol., Łukówek Górny wieś i kol. oraz Kazimierówka kol. ze zniesionej gromady Łukówek Piękny w tymże powiecie.
1 stycznia 1969 gromadę zniesiono, włączając jej obszar do gromad: Sawin (wsie Łukówek Górny, Łukówek Piękny, Bukowa Mała, Bukowa Mała Kolonia, Bukowa Wielka, Radzanów i Średni Łan) w powiecie chełmskim i Wola Uhruska (wieś Mszanna) w powiecie włodawskim.